# Il cabalista di Lisbona
Il cabalista di Lisbona  è un romanzo dello scrittore statunitense naturalizzato portoghese Richard Zimler, pubblicato nel 1996 e tradotto in lingua italiana nel 1998.
Pubblicato inizialmente in traduzione portoghese nel 1996, dopo essere stato rifiutato da 24 editori americani, il libro ha raggiunto il primo posto nella classifica dei bestseller in Portogallo, ottenendo notevole successo in altri paesi tra cui gli Stati Uniti, il Regno Unito, Italia, Brasile e Australia. È stato pubblicato in 12 paesi e tradotto in 23 lingue.

## Trama
Ambientato a Lisbona nell'antico quartiere di Alfama durante gli avvenimenti sanguinosi e i pogrom del 1506 dopo che gli ebrei furono espulsi dalla penisola iberica dai rispettivi regnanti (cfr. Decreto dell'Alhambra), il romanzo narra – ad un primo livello interpretativo – le vicissitudini della famiglia Zarco: la storia è presentata dal giovane Berekiah Zarco, cabalista "nascosto" e miniaturista, che tornando a casa rinviene suo zio e mentore, Abraham Zarco, assassinato insieme ad una ragazza sconosciuta. I corpi, entrambi nudi, giacciono nell cantina di casa (usata come sinagoga segreta, a causa delle persecuzioni) e la porta è chiusa dall'interno. I due sono stati sgozzati seguendo un rituale ebraico, ed è scomparsa una miniatura in cui Abraham ha dato ai personaggi biblici il volto di amici e conoscenti. Non si sa chi sia la ragazza, né come abbia fatto l'assassino a fuggire.

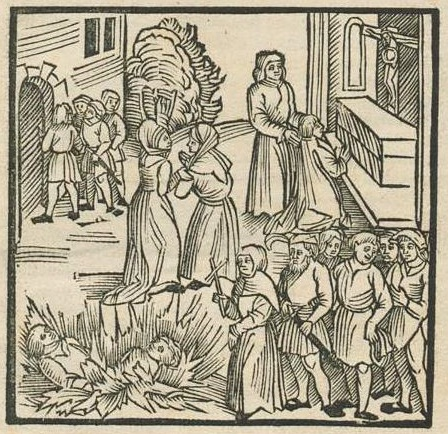
Rappresentazione del Massacro di Lisbona, in una delle poche incisioni che sopravvissero al Terremoto di Lisbona del 1755 ed il successivo incendio di Torre do Tombo

Berechia si impegna ad indagare e identificare l'assassino con l'aiuto del suo amico islamico Farid, anche se, come cabalista interessato alla natura simbolica del mondo, sia sempre più interessato a conoscere il significato metafisico dell'omicidio dello zio, per soddisfare gli interrogativi della sua famiglia, della comunità ebraica "nascosta" (cfr. marrano) di Lisbona e di tutta l'umanità.

## Critica
Suggestivo e colto affresco storico che richiama alla mente l'arte pittorica di Bruegel, Bosch e Durer, nel quale si intersecano i riferimenti alla Qabbalah e ai significati filosofici e religiosi legati al miniaturismo ebraico. Il libro trasmette un'atmosfera claustrofobica e ossessiva che accompagna tutta la storia e finisce per rendere ancora più oscuri e affascinanti gli elementi di thriller che la caratterizzano. Particolarmente toccante è l'amicizia fraterna tra il nipote di Zarco e Farid, giovane mussulmano sordo-muto, il quale, con il suo particolare acume, aiuta l'amico a venire a capo del mistero e della situazione più propriamente esistenziale.

## Tetralogia
Zimler ha pubblicato altri tre romanzi basati sulla famiglia Zarco, formando così una tetralogia che segue le vicissitudini di varie generazioni di questa famiglia ebrea: Hunting Midnight, 2003 (Mezzanotte ovvero il principio del mondo, 2006), Guardian of the Dawn e The Seventh Gate.  I quattro volumi costituiscono quello che l'autore chiama "Ciclo sefardita", ma possono essere letti in qualsiasi ordine.

## Edizioni
- Richard Zimler, Il cabalista di Lisbona, Traduzione di Vincenzo Mantovani, Omnibus, Arnoldo Mondadori Editore, 1998,  p. 340, ISBN 9788804435945.
- Richard Zimler, Il cabalista di Lisbona, Oscar bestsellers, Arnoldo Mondadori Editore, 1999, ISBN 9788804464075.